# Fred Klaus (Schauspieler)
Fred Klaus (* 7. Juli 1927; † 2005) war ein deutscher Schauspieler und Synchronsprecher.

## Karriere
Fred Klaus wirkte als Schauspieler in verschiedenen Fernsehproduktionen der 1960er und 1970er Jahre mit. Darunter befanden sich die Fernsehserien Stahlnetz und Das Kriminalmuseum. Neben seiner Tätigkeit als Darsteller in Fernsehproduktionen war Fred Klaus auch als Theaterschauspieler tätig. Dort war er von den 1960er bis in die 1990er Jahre für drei Jahrzehnte Mitglied des Ensembles der Münchner Kammerspiele, wo er vorwiegend als Nebendarsteller, aber vor allem unter Dieter Dorn auch in tragender Rollen zu sehen war. Er gab 1978 in William Shakespeares Der Kaufmann von Venedig den Shylock und 1980 in Hamlet den Osric (Regie: Ernst Wendt).
Als Synchronsprecher lieh Fred Klaus seine Stimme der Wildgans Gusta in der Zeichentrickserie Wunderbare Reise des kleinen Nils Holgersson mit den Wildgänsen sowie bis zur 13. Staffel Rektor Seymour Skinner in der Zeichentrickserie Die Simpsons (bis 2002). Ferner konnte man Klaus unter anderem in den Filmen Einer flog über das Kuckucksnest, Alien Attack, Die Märchenbraut und Schlaflos in New York hören. In Raumschiff Enterprise sprach er George Takai als Lt. Hikaru Sulu.
Anfang des neuen Jahrtausends zog sich Fred Klaus aus gesundheitlichen Gründen aus der Branche zurück. 2005 starb Fred Klaus im Alter von 77 bzw. 78 Jahren.

## Filmografie
- 1959: Stahlnetz: Aktenzeichen: Welcker u. a. wegen Mordes
- 1960: Der Traum des Mr. Borton (Fernsehfilm)
- 1962: Lockende Tiefe (Fernsehfilm)
- 1962: Barras heute
- 1963: Leonce und Lena (Fernsehfilm)
- 1966: Der Mann, der sich Abel nannte (Fernsehfilm)
- 1967: Das Kriminalmuseum (Fernsehserie) – Kaliber 9
- 1967: Das Attentat – L.D. Trotzki (Fernsehfilm)
- 1968: Im Dickicht der Städte (Fernsehfilm)
- 1969: Der Rückfall (Fernsehfilm)
- 1972: Der Prozeß gegen die neun von Catonsville (Fernsehfilm)
- 1975: Polly oder Die Bataille am Bluewater Creek (Fernsehfilm)

## Sprechrollen Filme und Serien
- 1966–1969: Raumschiff Enterprise; als Lt. Sulu
- 1970: Voyou – Der Gauner; als Bill
- 1973: Die Geheimnisvolle Insel
- 1975: Einer flog über das Kuckucksnest
- 1976: Alien Attack – Die Außerirdischen schlagen zurück
- 1977: Suspiria
- 1979: Die Märchenbraut
- 1980: Wunderbare Reise des kleinen Nils Holgersson mit den Wildgänsen; als Gusta
- 1983: Die Glücksritter
- 1988: Faust – Vom Himmel durch die Welt zur Hölle, als Siebel (als Darsteller)
- 1989–2003: Die Simpsons; als Direktor Skinner
- 1991: Star Trek VI – Das unentdeckte Land; als Cpt. Sulu
- 1996: Star Trek: Raumschiff Voyager; als Cpt. Sulu in der Episode „Tuvoks Flashback“
- 1998–2001/2002: Computer küssen nicht
- 1999: Schlaflos in New York; als Lost Baggage Clerk